# Електрометалургійний завод у Адрі (HMM)
Електрометалургійний завод у Адрі (HMM) — підприємство чорної металургії Сирії, майданчик якого розташований у індустріальній зоні Адра на північно-східних околицях Дамаської оази.
Завод, який став до ладу в 2012 році, спроможний продукувати 800 тисяч тонн сортової заготовки на рік. До його основного обладнання належать постачені італійською компанією Danieli електросталеплавильна піч, піч-ківш та машина безперервного виливу. Крім того, майданчик доповнили прокатним станом потужністю 600 (за іншими даними — 400) тисяч тонн будівельної арматури на рік, який планували ввести в дію у 2013 році.
Запуск майданчика збігся з початком активної фази громадянської війни, що негативно впливало на його роботу щонайменше до 2018 року.
Проєкт започаткували через компанію Syrian Metal Industries (SMI), проте на момент завершення ним вже опікувалась Hadeed Metal Manufacturing. Кінцевим бенефіціаром виступала група Hmisho (також володіла металургійним комбінатом у Хіс'ї та металопрокатним заводом у Латакії).
Можливо також відзначити, що побіч із заводом Hadeed Metal Manufacturing розташований майданчик електрометалругійного заводу компанії Med Steel.